# Victoria Fernández
María Victoria Fernández (ur. 24 marca 1992) – chilijska lekkoatletka specjalizująca się w skoku o tyczce. 

## Osiągnięcia
| Rok  | Impreza                                            | Miejsce   | Konkurencja        | Pozycja    | Wynik   |
| ---- | -------------------------------------------------- | --------- | ------------------ | ---------- | ------- |
| 2008 | Mistrzostwa Ameryki Południowej juniorów młodszych | Lima      | skok o tyczce      | 3. miejsce | 3,40    |
| 2009 | Mistrzostwa Ameryki Południowej juniorów           | São Paulo | skok o tyczce      | 5. miejsce | 3,10    |
| 2009 | Mistrzostwa Ameryki Południowej juniorów           | São Paulo | trójskok           | –          | NM      |
| 2011 | Mistrzostwa Ameryki Południowej juniorów           | Medellín  | skok o tyczce      | 2. miejsce | 3,50    |
| 2011 | Mistrzostwa Ameryki Południowej juniorów           | Medellín  | skok w dal         | 7. miejsce | 5,39    |
| 2011 | Mistrzostwa Ameryki Południowej juniorów           | Medellín  | trójskok           | 6. miejsce | 11,93   |
| 2011 | Mistrzostwa Ameryki Południowej juniorów           | Medellín  | sztafeta 4 x 100 m | 3. miejsce | 46,97   |
| 2011 | Mistrzostwa Ameryki Południowej juniorów           | Medellín  | sztafeta 4 x 400 m | 5. miejsce | 4:10,12 |
| 2012 | Młodzieżowe mistrzostwa Ameryki Południowej        | São Paulo | skok o tyczce      | 3. miejsce | 3,75    |